# Makthar
Makthar (arabă مكتر) este un oraș în Guvernoratul Siliana, Tunisia.

## Legături externe
- Herbermann, Charles, ed. (1913). „Mactaris”. Catholic Encyclopedia. New York: Robert Appleton Company.